# Decyzja prof. Milasa
Decyzja prof. Milasa (est. Elu tsitadellis; ros. Жизнь в цитадели) – radziecki dramat psychologiczny z 1947 roku w reżyserii Herberta Rappaporta na podstawie sztuki Augusta Jakobsona.

## Opis fabuły
Estonia podczas II wojny światowej, w dniach ponownego jej zajęcia przez oddziały Armii Czerwonej. 
Botanik prof. Mils żyje samotnie w swoim odciętym od świata domu, bez reszty pochłonięty swoimi badaniami i nie interesujący się, ani nie rozumiejący zbytnio tego co się dookoła niego dzieje. Milas nie jest zwolennikiem starej władzy, tj. estońskich faszystów, a i nowa władza radziecka jest mu obojętna. Jego dewizą, chociaż czuje się patriotą, jest nie mieszanie się do niczego. Pozostaje obojętny zarówno na argumenty swoich synów Karla i Ralfa o potrzebie wytrwania i walki z bolszewizmem jak i córki Lidii zafascynowanej wizją socjalistycznego ładu, jaką niesie nowa, radziecka władza. Nie przyjmuje propozycji osuszenia lokalnych błot celem podniesienia żyzności miejscowych gleb, jaką składają mu lokalni komuniści i przedstawiciele chłopów. Jego nastawienie zmienia się jednak, gdy na skutek aktu sabotażu dokonanego przez zakonspirowaną grupę nazistów – potężnej eksplozji w dniu uroczystej defilady Armii Czerwonej – ginie wielu niewinnych ludzi, w tym dzieci – znajomych profesora. Mils postanawia przystać na propozycję "gorsowietu" i sięga po swój dawny projekt osuszenia lokalnych błot. Poszukując w swoim domu dokumentów z jego opisem, natrafia w pokoju swojego syna Karla na duże ilości waluty i teczkę z kosztownościami, w których przeważają złote zęby. Dzięki informacjom z radia o nazistowskich zbrodniach jakie miały miejsce w lokalnym obozie koncentracyjnym, sędziwy naukowiec zaczyna rozumieć, że jego syn jest z nimi powiązany. Postanawia zgłosić o wszystkim do władz radzieckich, podejmując tytułową decyzję. Jednak jego synowie: Karll i Ralf nie mają zamiaru do tego dopuścić. Karl, bez skrupułów sięga po broń z zamiarem zabicia "ojca-zdrajcy". Przybycie w ostatniej chwili na czele grupy "czerwonoarmistów" radzieckiego majora Kuslapa – przyjaciela jego córki Lidii – ratuje życie sędziwego profesora. Teraz nic już nie stoi na przeszkodzie, aby uczony włączył się w wir "budowy nowego życia".   

## Obsada aktorska
- Hugo Laur – profesor August Milas
- Aino Talvi – Eva Milas, żona profesora
- Gunnar Kilgas – Karl, syn Milasów
- Lia Laats – Lidia, córka Milasów
- Lembit Rajala – Ralf, syn profesora Milasa z pierwszego małżeństwa
- Betty Kuuskemaa – Anna, gospodyni Milasów
- Rudolf Nuude – mjr Kuslap
- Andres Särev – doktor Richard Milas, krewny profesora
- Aleksander Randviir – cieśla Kiinast
- Eduard Tinn – literat Lillak
- Boris Dobronrawow - prof. Gołowin
- Johannes Kaljola – niemiecki oficer
- Meta Luts – pani Värihein
- Oskar Põlla – Berens
- Voldemar Panso – Sander, student profesora
- Ande Rahe – Lehte
- Anne Lindau – mała Marta
- Kaarel Ird – agent zachodnich służb
- Ants Eskola – agent zachodnich służb

i inni. 

## O filmie
Decyzja prof. Milasa był pierwszym filmem fabularnym zrealizowanym w Estońskiej SRR. Powstał na bazie technicznej i ekipie filmowej studia filmowego "Lenfilm", w języku estońskim (łącznie z napisami początkowymi i końcowymi). Główne role zagrali w nim estońscy aktorzy, a głosy nielicznych aktorów radzieckich, którzy w nim wystąpili zostały zdabbingowane.